# Galepsus bikenmeierae
Galepsus bikenmeierae es una especie de mantis de la familia Tarachodidae.

## Distribución geográfica
Se encuentra en Malaui.